# 青森県立弘前工業高等学校
青森県立弘前工業高等学校（あおもりけんりつ ひろさきこうぎょうこうとうがっこう、Aomori Prefectural Hirosaki Technical High School）は、青森県弘前市馬屋町に所在する県立工業高等学校。「弘工」の通称で呼ばれている。

## 沿革
- 1910年 - 青森県立工業学校として創立[2]（建築科・木工科・漆工科）
- 1918年 - 機械科設置
- 1926年 - 土木科設置
- 1935年 - 青森県立弘前工業学校に改称
- 1942年 - 電気科設置
- 1948年 - 青森県立弘前工業高等学校に改称
- 1966年 - 電子科設置
- 1973年 - 木工科をインテリア科に改称
- 1974年 - 情報技術科設置
- 1976年 - 第48回選抜高等学校野球大会出場。
- 1977年 - 春高バレー優勝、インターハイ優勝。
- 1980年 - 第62回全国高等学校野球選手権大会出場。
- 1981年 - 春高バレー優勝（2回目）、インターハイ優勝（2回目）。
- 1985年 - 第57回選抜高等学校野球大会出場。
- 1988年 - 第70回全国高等学校野球選手権大会出場。
- 1989年 - 電子機械科設置
- 1989年 - 第71回全国高等学校野球選手権大会出場。3回戦進出
- 2024年3月 - 定時制工業技術科廃止

## 教育課程
- 全日制課程（括弧内は科名記章に使われるアルファベット）
  - 建築科（A)
  - 機械科（M）
  - 土木科（C）
  - 電気科（E）
  - 電子科（B）
  - 情報技術科（D）

## 著名な卒業生
- 小野忠弘（美術家）
- 鈴木正治[3] (彫刻家)（旧青森県立弘前工業学校）
- 菊池俊輔（作曲家）
- 柳家小三太（落語家）
- 三橋栄三郎（バレーボール全日本代表）
- 佐藤謙次（バレーボール選手、サントリーサンバーズ所属）
- 一戸剛[4]（スキージャンプ選手）
- 田沢修治[5]（ライフル射撃選手）
- 藤田航生（プロ野球選手）
- 成田晴風（プロ野球選手）

## アクセス
- 奥羽本線弘前駅
- 弘南バス土手町循環100円バス「弘前市役所前」下車。
- 弘南バス「工業高校前」下車。